# Liste der Monuments historiques in Heiltz-l’Évêque
Die Liste der Monuments historiques in Heiltz-l’Évêque führt die Monuments historiques in der französischen Gemeinde Heiltz-l’Évêque auf.

## Liste der Immobilien
| Bezeichnung       | Beschreibung            | Standort           | Kennzeichnung | Schutzstatus | Datum | Bild           |
| ----------------- | ----------------------- | ------------------ | ------------- | ------------ | ----- | -------------- |
| Kirche St-Maurice | aus dem 12. Jahrhundert | Rue du Pont (Lage) | PA00078718    | Inscrit      | 1934  | weitere Bilder |

## Liste der Objekte
| Bezeichnung                      | Beschreibung                                        | Standort                        | Kennzeichnung | Schutzstatus | Datum | Bild |
| -------------------------------- | --------------------------------------------------- | ------------------------------- | ------------- | ------------ | ----- | ---- |
| Walzenorgel                      | Haupteintrag für PM51001306                         | in der Mairie (Lage)            | PM51001755    | Classé       | 1993  |      |
| Instrumentalteil der Walzenorgel | 1837 von Frédéric Clément gebaut                    | in der Mairie (Lage)            | PM51001306    | Classé       | 1993  |      |
| Skulptur Madonna mit Kind        | Holz, farbig gefasst und vergoldet, 17. Jahrhundert | in der Kirche St-Maurice (Lage) | PM51002135    | Inscrit      | 1974  |      |
| Taufbecken                       | Stein, farbig gefasst, 17. Jahrhundert              | in der Kirche St-Maurice (Lage) | PM51002136    | Inscrit      | 1974  |      |